# Eva Llorach
Eva Llorach est une actrice espagnole née le 21 octobre 1979 à Murcie. Elle joue dans les trois longs-métrages de Carlos Vermut.

## Filmographie

### Actrice

#### Cinéma
- 2011 : Diamond Flash de Carlos Vermut : Violeta
- 2012 : The ABCs of Death de Nacho Vigalondo : une femme (segment "A is for Apocalypse")
- 2013 : #Realmovie
- 2013 : #Sequence : Madre
- 2013 : Gente en sitios
- 2013 : La Lava en los labios : Toni
- 2013 : Piccolo Grande Amore
- 2014 : La niña de fuego de Carlos Vermut : Laura
- 2015 : Madrid te odio : Mariana (segment Domingo)
- 2016 : Embarazados
- 2017 : Bajo la Rosa : Mujer del hombre de negro
- 2018 : Quién te cantará de Carlos Vermut

#### Courts-métrages
- 2012 : Lucas
- 2013 : A Londres

#### Séries télévisées
- 2011 : Los Quién
- 2014 : Desesparados Webserie : Anna Hernández-Köller
- 2014 : El fin de la comedia : Avocate
- 2015-2016 : Cuéntame cómo pasó : Infirmière
- 2016 : Centro médico
- 2016 : Le Ministère du temps : la femme de 1946
- 2018 : La que se avecina : Directora RRHH
- 2019 : Élite : Sandra
- 2023 : Dévoré par les flammes : Ester Varona

### Scénariste

#### Cinéma
- 2013 : #Realmovie
- 2013 : La Lava en los labios

## Récompenses
- Prix Feroz 2019 : meilleure actrice pour Quién te cantará[1],[2]
- Goyas 2019 : Prix Goya du meilleur espoir féminin pour Quién te cantará[3],[4].